# Ruda Jaworska
Ruda Jaworska (biał. Руда Яварская) – wieś na Białorusi położona w rejonie zdzięcielskim, w obwodzie grodzieńskim. W latach 1921–1926 znajdowała się w gminie Pacowszczyzna, w powiecie słonimskim, w województwie nowogródzkim następnie, w latach 1926-1929 miejscowość znajdowała się w gminie Kozłowszczyzna, po czym w latach 1929–1939 należała do gminy Kuryłowicze, przy czym gmina przez cały czasy należała do tego samego powiatu i województwa.
W miejscowości działają dwie parafie – rzymskokatolicka i prawosławna; znajdują się tu kościół św. Józefa wybudowany w 1936 roku oraz cerkiew św. Michała Archanioła z 1991 r.

## Galeria

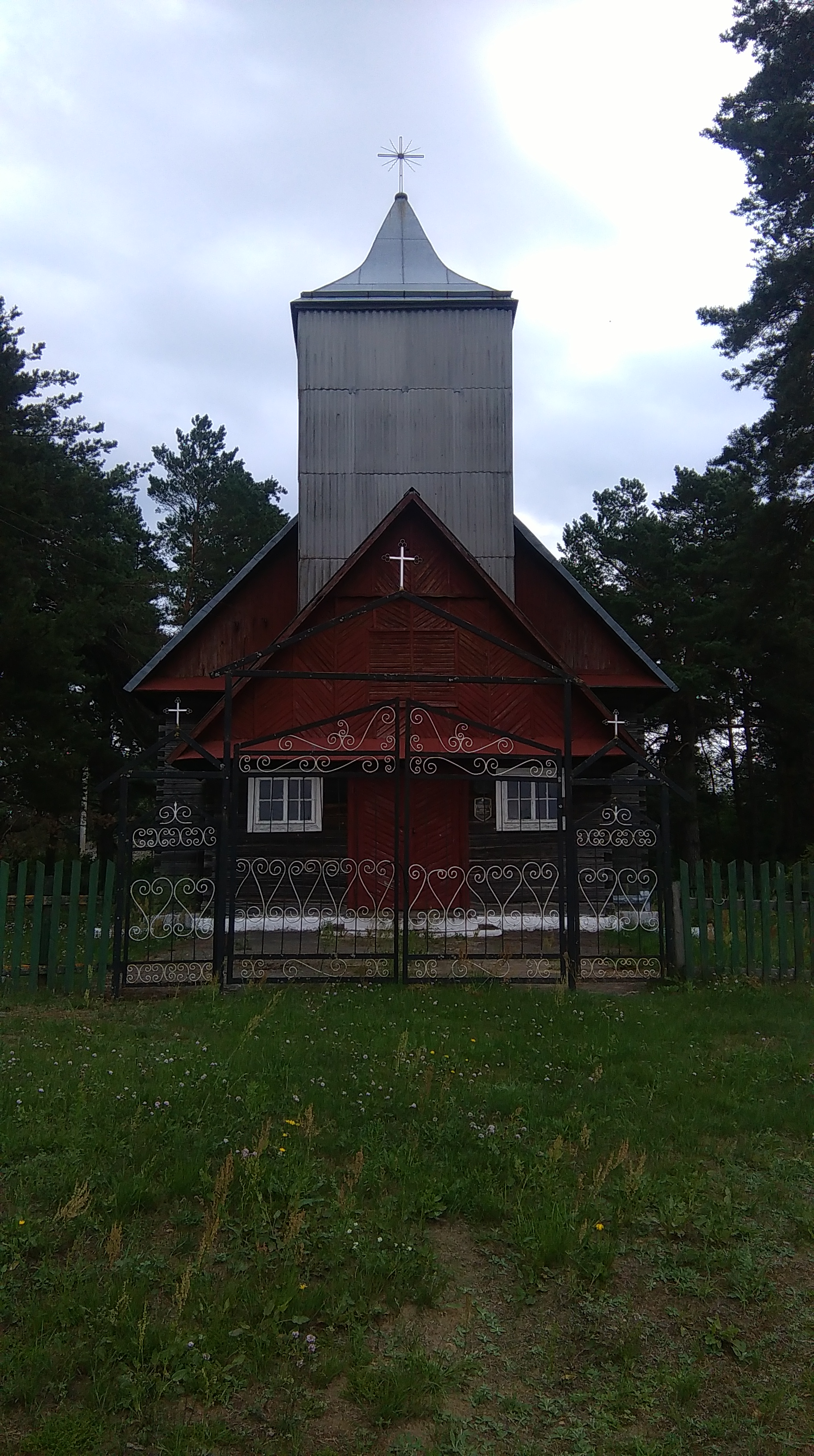
Kościół św. Józefa. Widok od frontu.
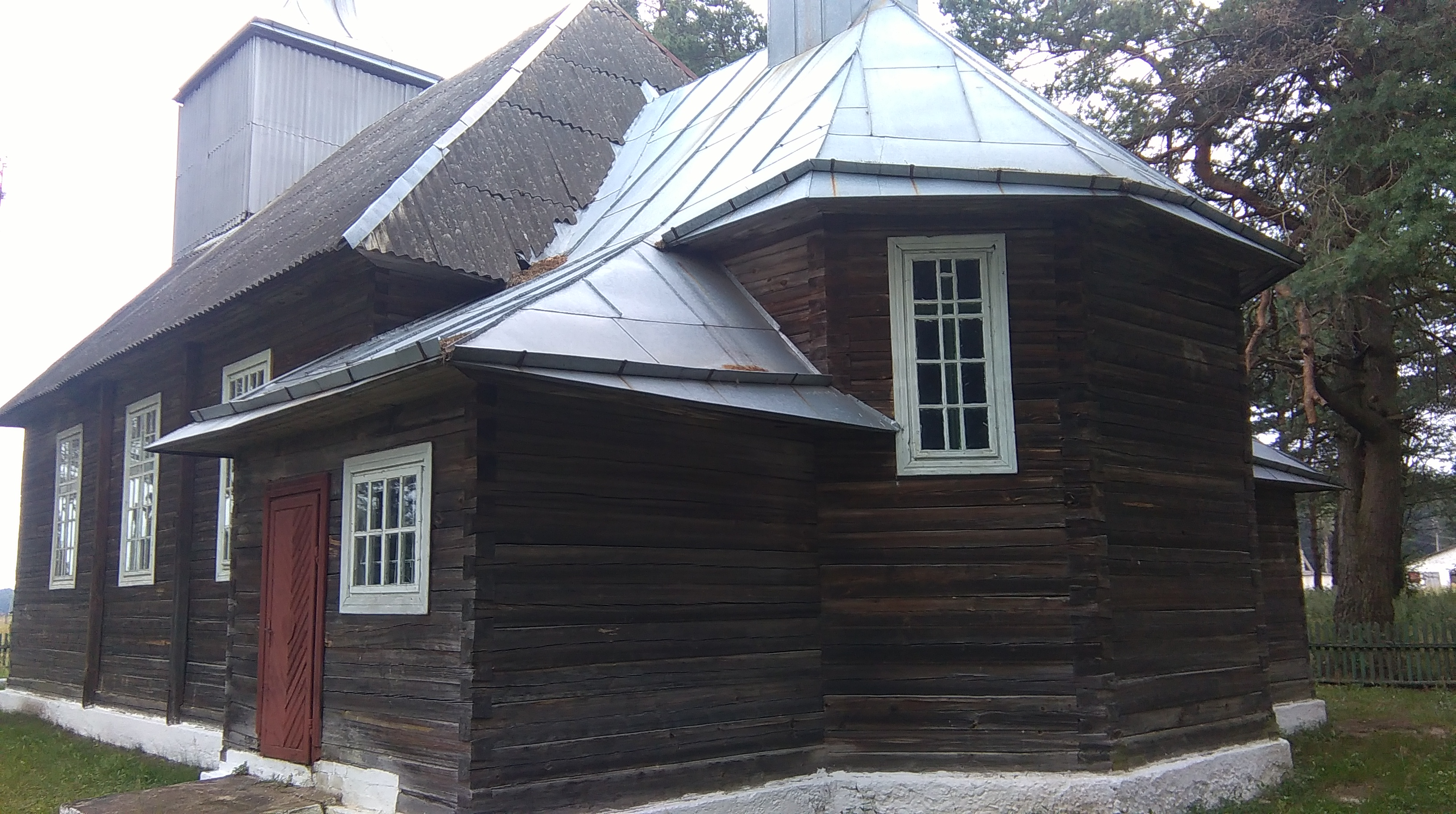
Kościół św. Józefa. Widok od tyłu.
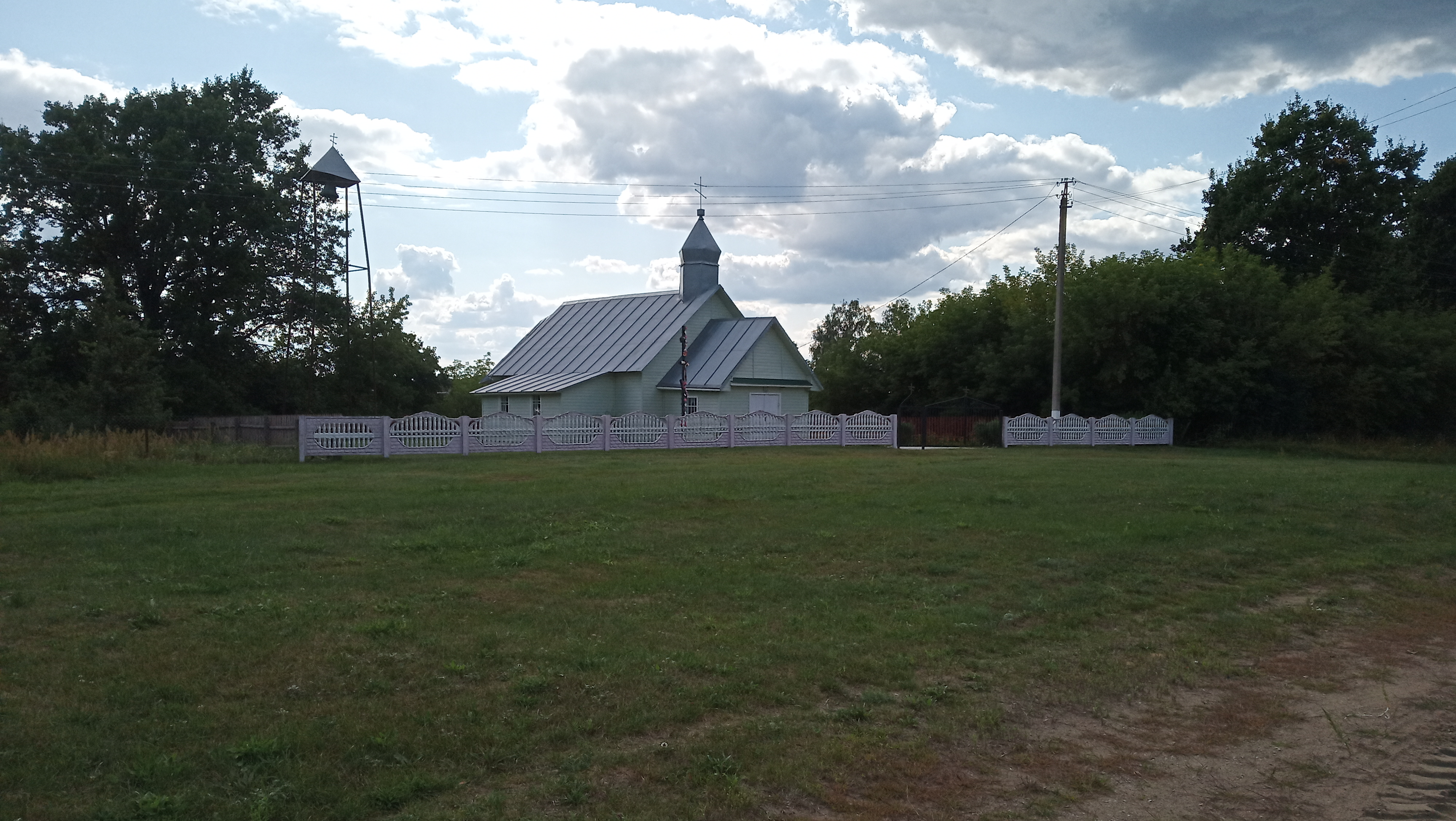
Cerkiew św. Michała Archanioła